# Karl Wolfrum

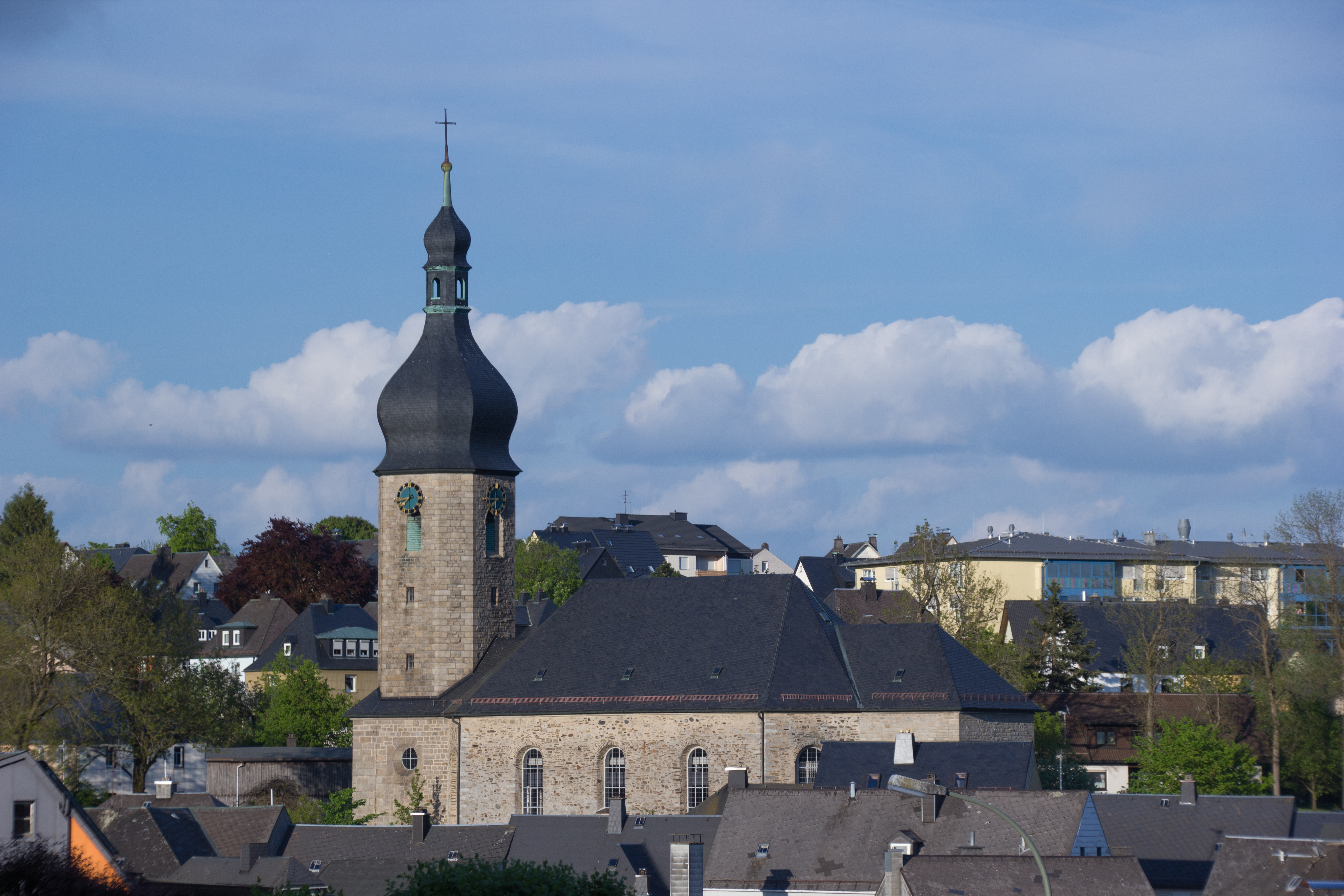
Église du Christ à Schwarzenbach am Wald

Karl Wolfrum, né le 14 août 1856 à Schwarzenbach am Wald et mort le 29 mai 1937 à Altdorf bei Nürnberg, est un compositeur, organiste et pédagogue allemand.

## Biographie
Wolfrum est issu d'une famille de cantors de Haute-Franconie, son père Johann Heinrich Wolfrum était cantor et professeur. Son frère aîné, Philipp Wolfrum était conseiller impérial et professeur.
Après sa formation à l'école normale de Bamberg puis à l'école royale de musique bavaroise de Munich auprès de Josef Rheinberger, il est employé comme professeur préparatoire à Neustadt an der Aisch.
En 1895, Wolfrum devient professeur et censeur au Königlichen Lehrerseminar d'Altdorf bei Nürnberg.
Pour sa compétence reconnue en facture d'orgues, il a souvent été sollicité en expertise de facture instrumentale,.

## Œuvres (liste non limitative)

### Compositions
- Sonate pour orgue en fa mineur op. 4 (Introduction. Andante quasi recitante – Allegro moderato; Adagio; Breites Choraltempo – Fuge. Allegro moderato)
- Sonate pour orgue en ut mineur op. 12 (Maestoso e mysterioso; Sonus. Largo – Lamentation. Maestoso un poco Largo)
- Sonate pour orgue en fa majeur op. 15 (Tempo di Marcia pomposa; Adagio sostenuto; Dir, dir, Jehova festif; Larghetto)
- „Cantus Firmus“ pour orgue. Anciens chants de victoire et sons de paix en prélude à des chants d'église, op. 17
- Préludes de chorals pour orgue (3 volumes)

### Écrits
Nombreux écrits de théorie générale de la musique et de théorie de l'harmonie.

### Enregistrements
- Karl Wolfrum, Sonates pour orgue. Halgeir Schiager sur l'orgue Sauer de l'église luthérienne de Chemnitz. Oehms Classics / BR Classic 2012.